# 66-я пехотная дивизия (Российская империя)
66-я пехотная дивизия — пехотное соединение в составе Русской императорской армии

## История дивизии
Сформирована в июле 1914 года из кадра 21-й пехотной дивизии. Вошла в состав Кавказской армии. К 25 октября 1914 подчинена командиру формируемого 4-го Кавказского армейского корпуса.

…66-я пехотная дивизия Кавказской армии поддержала славу стальной 21-й на берегах Евфрата в упорных боях у Клыч Гядука, Мелашкерта и Вана, а после — на штурме Эрзерума и в Огнотском сражении. Наиболее отличились полки 261-й пехотный Ахульгинский и 263-й пехотный Гунибский.— А. А. Керсновский. История Русской армии
66-я артиллерийская бригада сформирована в июле 1914 года по мобилизации в станице Воздвиженской из кадра, выделенного 21-й артиллерийской бригадой.

## Состав дивизии
- 1-я бригада
  - 261-й Ахульгинский пехотный полк
  - 262-й Грозненский пехотный полк
- 2-я бригада
  - 263-й Гунибский пехотный полк
  - 264-й Георгиевский пехотный полк
- 66-я артиллерийская бригада

## Командование дивизии

### Начальники дивизии
- 19.07.1914 — 08.10.1914 — генерал от инфантерии Ясенский, Венедикт Алоизиевич
- 1914 — командующий генерал от инфантерии Огановский, Пётр Иванович
- 24.03.1915 — 21.09.1915 — генерал-майор (с 08.05.1915 генерал-лейтенант) Воропанов, Николай Николаевич
- 26.10.1915 — 12.10.1917 — генерал-майор (с 19.02.1917 генерал-лейтенант) Савицкий, Ипполит Викторович
- 16.11.1917 — xx.xx.xxxx — генерал-майор Полтавцев, Владимир Николаевич

### Начальники штаба дивизии
- 25.06.1915 — 04.01.1917 — и. д. капитан ГШ (с 06.12.1915 подполковник) Кочержевский, Владимир Владимирович
- 04.01.1917 — 28.09.1917 — и. д. подполковник Сычёв, Степан Гаврилович
- 25.11.1917 — xx.xx.xxxx — подполковник Хутиев, Георгий Степанович

### Командиры бригады
- 06.11.1914 — 19.01.1915 — генерал-майор Назарбеков, Фома Иванович
- 25.03.1915 — 12.08.1916 — генерал-майор Амасийский, Яков Васильевич
- 24.08.1916 — 31.08.1917 — генерал-майор князь Нижерадзе, Константин Константинович
- 08.09.1917 — хх.хх.хххх — полковник Попов

### Командиры 66-й артиллерийской бригады
- 25.07.1914 — после 03.06.1917 — полковник (с 03.06.1917 генерал-майор) Яжинский, Николай Несторович